# Federacja Konferencji Episkopatów Azji
Federacja Konferencji Episkopatów Azji (ang. Federation of Asian Bishops’ Conferences – FABC) – międzynarodowa konferencja episkopatów zrzeszająca narodowe konferencje episkopatów krajów Azji.
Od 1 stycznia 2019 roku funkcję przewodniczącego pełni kardynał Charles Maung Bo.

## Historia
Federacja Konferencji Episkopatów Azji została powołana w 1973. Siedziba stałego sekretariatu znajduje się w Hongkongu.

## Dotychczasowi przewodniczący
- Stephen Kim Sou-hwan (1973–1977)
- Mariano Gaviola y Garcés (1977–1984)
- Henry Sebastian D’Souza (1984–1993)
- Oscar Cruz (1993–2000)
- Oswald Gomis (2000–2005)
- Orlando Quevedo (2005–2011)
- Oswald Gracias (2011–2019)
- Charles Maung Bo (od 2019)